# Clinopodium rouyanum
Clinopodium rouyanum là một loài thực vật có hoa trong họ Hoa môi. Loài này được (Briq.) Govaerts mô tả khoa học đầu tiên năm 1999.